# Châtaincourt
Châtaincourt és un municipi francès, situat al departament de l'Eure i Loir i a la regió de Centre – Vall del Loira. L'any 2007 tenia 247 habitants.

## Demografia

### Població
El 2007 la població de fet de Châtaincourt era de 247 persones. Hi havia 100 famílies, de les quals 16 eren unipersonals (12 homes vivint sols i 4 dones vivint soles), 36 parelles sense fills, 36 parelles amb fills i 12 famílies monoparentals amb fills.
La població ha evolucionat segons el següent gràfic:
Habitants censats

### Habitatges
El 2007 hi havia 120 habitatges, 100 eren l'habitatge principal de la família, 11 eren segones residències i 9 estaven desocupats. 117 eren cases i 3 eren apartaments. Dels 100 habitatges principals, 87 estaven ocupats pels seus propietaris, 12 estaven llogats i ocupats pels llogaters i 1 estava cedit a títol gratuït; 3 tenien dues cambres, 10 en tenien tres, 23 en tenien quatre i 64 en tenien cinc o més. 78 habitatges disposaven pel capbaix d'una plaça de pàrquing. A 48 habitatges hi havia un automòbil i a 52 n'hi havia dos o més.

### Piràmide de població
La piràmide de població per edats i sexe el 2009 era:
| Homes | Edats   | Dones |
| ----- | ------- | ----- |
| 0     | 95 o +  | 0     |
| 0     | 90 a 94 | 4     |
| 0     | 85 a 89 | 0     |
| 4     | 80 a 84 | 0     |
| 0     | 75 a 79 | 4     |
| 8     | 70 a 74 | 4     |
| 8     | 65 a 69 | 0     |
| 4     | 60 a 64 | 4     |
| 0     | 55 a 59 | 8     |
| 20    | 50 a 54 | 8     |
| 16    | 45 a 49 | 28    |
| 16    | 40 a 44 | 8     |
| 4     | 35 a 39 | 12    |
| 8     | 30 a 34 | 8     |
| 4     | 25 a 29 | 8     |
| 8     | 20 a 24 | 12    |
| 12    | 15 a 19 | 16    |
| 4     | 10 a 14 | 16    |
| 12    | 5 a 9   | 8     |
| 4     | 0 a 4   | 0     |

## Economia
El 2007 la població en edat de treballar era de 160 persones, 127 eren actives i 33 eren inactives. De les 127 persones actives 120 estaven ocupades (66 homes i 54 dones) i 7 estaven aturades (1 home i 6 dones). De les 33 persones inactives 19 estaven jubilades, 10 estaven estudiant i 4 estaven classificades com a «altres inactius».

### Ingressos
El 2009 a Châtaincourt hi havia 95 unitats fiscals que integraven 234,5 persones, la mediana anual d'ingressos fiscals per persona era de 22.011 €.

### Activitats econòmiques
Dels 9 establiments que hi havia el 2007, 1 era d'una empresa de fabricació d'altres productes industrials, 3 d'empreses de construcció, 1 d'una empresa de comerç i reparació d'automòbils, 2 d'empreses de transport i 2 d'empreses de serveis.
Dels 2 establiments de servei als particulars que hi havia el 2009, 1 era un paleta i 1 lampisteria.
L'any 2000 a Châtaincourt hi havia 12 explotacions agrícoles.

## Poblacions més properes
El següent diagrama mostra les poblacions més properes.